# На острові Дальному…
«На острові Дальному…» — радянський художній фільм 1957 року режисера Миколи Розанцева за повістю Олександра Борщаговського «Пропали безвісти». Прем'єра фільму відбулася 18 листопада 1957 року

## Сюжет
Створено на основі справжньої історії шести радянських моряків, які зазнали корабельної аварії й були врятовані через 82 дні біля берегів Камчатки. Екіпаж буксирного катера з 6 моряків, які служили на Далекому Сході, віднесло у відкритий океан. Пошуки екіпажу не увінчалися успіхом. Розглядається версія навмисного злочину і державної зради. Але моряки катера, залишившись без пального і продовольства, борються за життя, спорудивши щоглу, пошивши з ковдр вітрило, вони намагаються дістатися до рідних берегів…

## У ролях
- Микола Тимофєєв —  Рудаков, директор комбінату
- Лев Фричинський —  капітан Єлагін
- Раїса Куркіна —  Даша Соколова
- Іван Савкін —  Сєдих
- Петро Лобанов —  Чвальов
- Олександр Соколов —  Фомін
- Адольф Шестаков —  дядько Ваня
- Володимир Гусєв —  Костя
- Георгій Жжонов —  Клепіков
- Афанасій Кочетков —  Роман
- Володимир Муравйов —  Генька
- Петро Савін —  Кравцов
- Георгій Колосов —  Аполлінарій
- Аркадій Трусов —  член комісії
- Наталія Кудрявцева —  Люся
- Олексій Кожевников — епізод
- Любов Малиновська — епізод
- П. Ільясов — епізод
- В. Мехнецов — епізод
- Борис Васильєв — епізод
- І. Мудров — епізод
- Віктор Чайников —  рибалка

## Знімальна група
- Режисер:  Микола Розанцев
- Сценарист:  Володимир Сутирін,  Олександр Борщаговський
- Оператор:  Костянтин Рижов
- Художник:  Борис Бурмістров
- Композитор: Олег Каравайчук